# Hanmasagar, Shorapur
Hanmasagar là một làng thuộc tehsil Shorapur, huyện Gulbarga, bang Karnataka, Ấn Độ.